# Іван II Єрусалимський
Іоан II (бл. 356 – 10 січня 417) — єпископ Єрусалимський з 387 по 417 рік. Успадкував єпископський престол Єрусалима після смерті Кирила у 386 (або 387) році. Автор, на думку все більшої кількості сучасних учених, п'яти містагогічних катехиз, які традиційно приписуються його попереднику Кирилу.
Східна православна церква шанує його як святого, а його свято відзначається 30 березня. Його також шанує як святого римо-католицька церква, яка вшановує його пам'ять 10 січня (Martyrologium Romanum, 2004, с. 92).

## Біографія
Єронім, тодішній абат у Вифлеємі, двічі ставив під сумнів авторитет Іоана.
Перший раз — у рамках першої полеміки з послідовниками Оригена і оповідається переважно в трактаті Ієроніма, присвяченому Паммахію «Contra Ioannes Hierosolymitanum (Проти Іоанна Єрусалимського)», а також в інших листах Ієроніма (п. 51, 82 і 86). Ієронім звинуватив Іоанна в підтримці ідей орігеністів.
Орігеністські доктрини, які приписують Іоанну, на думку критиків були у тому: (i.) що Бог-Син не бачить Бога-Батька; (ii.) що душі ув'язнені в земних тілах, знаходяться у в'язниці; (iii.) щоб диявол міг бути врятований; (iv.) що шкури, в які Бог одягнув Адама та Єву, були людськими тілами; (v.) що тіло у воскресінні буде без статі; (vi.) що описи раю є алегоричними: дерева означають ангелів, а річки — небесні чесноти; (vii) що води над і під небом — це ангели та дияволи; (viii.) що образ Божий був зовсім втрачений під час гріхопадіння.  Іоанн проігнорував звинувачення в оригенізмі і дав запевнення у своїй вірі в Трійцю, однак цілком імовірно, що дійсно мав певні оригеністські нахили. 
Безпосереднім приводом цієї кризи став візит Епіфанія, єпископа Саламінського з Кіпру, в Єрусалим у 394 році. У церкві Воскресіння Епіфаній виголосив сувору проповідь проти орігенізму, яка, як вважалося, була спрямована безпосередньо на Івана. Після багатьох непристойних сцен Епіфаній порадив Ієроніму та його друзям розлучитися зі своїм єпископом Іоанном. Щоб бути повністю незалежним від нього, Епіфаній висвятив Павлініана (брата Єроніма) у священики. Епіфаній намагався захистити свій незаконний вчинок, але Іоанн звернувся до Олександрії проти Ієроніма та його прихильників як розкольників. Єпископ Феофіл відразу став на бік Івана. Таким чином, суперечка затягнулася приблизно на чотири роки, і після деяких спроб примирення та прояву великої гіркоти, що дорівнювало практичному відлученню Ієроніма та його друзів, суперечка була зупинена, можливо, Теофілом.  Суперечка спалахнула знову, коли Ієронім глибоко розкритикував прийом, який Іван зарезервував для деяких із 400 ченців-орігеністів Нітрії, розвіяних єгипетськими пустелями єпископом Олександрії Феофілом (п'ятдесят із цих ченців поїхали до Константинополя і знайшли там сердечний прийом з єпископом Іоанном Златоустим у 401 р.).
Другий жорсткий напад на Іоанна був спровокований у 414 році Ієронімом і торкнувся Пелагія . Ієронім за підтримки латинського учня Августина на ім’я Павла Орозія виступив проти диякона Пелагія, який тоді був прийнятий в Єрусалимі і не засуджений однозначно місцевим синодом Діосполя (415). У нас є лист Папи Інокентія I, який засуджує Івана за те, що він дозволив пелагіянам спричинити заворушення у Вифлеємі, і закликає його пильніше пильнувати за своєю єпархією в майбутньому: цей лист  датований 417 роком, роком смерті як Джона, так і Інокентія, і, ймовірно, Джон ніколи його не отримав. Хоча джерела тут різноманітніші, звинувачення в аріанстві здається дещо спрощеним і, ймовірно, ми не маємо всієї інформації, необхідної для розуміння ситуації.
У 415 році, за два роки до своєї смерті в 417 році, він, ймовірно, брав безпосередню участь у знахідці мощей святого Стефана. :99

## Писання
За словами церковного письменника V століття Геннадія Массілійського, Іоанн « написав книгу проти тих, хто зневажав його дослідження, в якій він показує, що слід генію Орігена, а не його віри».
Через його Damnatio memoriae твори Івана II взагалі не зберігалися під його ім’ям, але, окрім містагогічних катехез, дуже ймовірно, що деякі проповіді, грецькою, грузинською чи вірменською, повинні бути відновлені, як це сталося. у другій половині 20 століття з проповідю на «Свято Ангелів»  та на «Освячення Церкви Святого Сіону»
Йому також приписують видання Єрусалимського літургійного лекціонарію, що збереглося в старовірменському варіанті.

## Освячення церкви Святого Сіону
За словами М. ван Есбрека :134Іван Єрусалимський виявив велику кмітливість у розумінні та включенні єврейської християнської меншини в Єрусалимі. Одним із актів, які ратифікували примирення грецької та юдео-християнської громад, було освячення церкви Святого Сіону  394 року нашої ери: проповідь, яку виголосив Іоанн, була збережена вірменською мовою й опублікована лише у 1973 році.
Нова будівля на горі Сіон залишила недоторканою іудео-християнську синагогу. За словами ван Есбрека, день освячення був, за словами ван Есбрека, 15 вересня 394 року, і ван Есбрек припускає, що він, ймовірно, відповідав у такому році 10-му Тишрею традиційний день єврейського свята Йом Кіпур . Вчений Даніель Стокл Бен Езра припускає, що переддень Йом Кіпур співпав з 20 вересня, тобто з останнім днем тижня християнського святкування, який називається « Енкенія » (освячення церкви Гробу Господнього, святкування якого було пов’язано з відкриття Істинного Хреста). Насправді центральна ідея проповіді Івана пов'язана зі святкуванням Кіпура  , через благословення церковного вівтаря, що символізує «Капорет» (Милосердя).
У першій частині цієї містично — алегоричної проповіді, як кажуть, очищення вуст (Ісаї 6:7), пов'язане з очищенням Кіпура, узаконює опис зішестя Святого Духа в будівництві церкви, символі всієї церкви. У другій частині Іоанн пропонує типологію містичного досвіду, описуючи сім небесних кіл, доступних за посередництва Капорета. У восьмому колі відбувається прихід Святого Духа як нареченого душі, коли Святий Дух входить у горницю (Дії 1:13). :114 Ця проповідь містить понад триста алюзій на біблійні вірші (включаючи також апокриф 4 Ездри) і на неї впливають такі тексти, як Вознесіння Ісаї. Також Іван чотири рази звертається до ченця Порфирія, майбутнього єпископа Гази, який, ймовірно, був присутній на церемонії.